# Rue de la Kasbah
 (septembre 2018).
Si vous disposez d'ouvrages ou d'articles de référence ou si vous connaissez des sites web de qualité traitant du thème abordé ici, merci de compléter l'article en donnant les références utiles à sa vérifiabilité et en les liant à la section « Notes et références ».
La rue de la Kasbah est une rue de Tunis, capitale de la Tunisie.

## Situation et accès
Elle traverse la médina d'ouest en est et relie la place du Gouvernement à la place de la Victoire. Elle met ainsi en relation la kasbah à Bab Bhar en passant par plusieurs souks et mosquées dont celle de Hammouda-Pacha.

## Origine du nom
Elle porte ce nom en raison de la proximité de la kasbah de Tunis.

## Historique
Cette rue constitue l'axe central de la médina car elle relie la citadelle, qui était le centre du pouvoir d’où elle tire son nom, au lac de Tunis et ses activités commerçantes et portuaires où la nouvelle ville s'est développée à partir du XIXe siècle.